# 烏尤尼
烏尤尼（西班牙語：Uyuni）是玻利維亞西南部的城市，隶属于波托西省基哈罗县烏尤尼市鎮。2012年人口約10,460。該地附近有世界上最大的鹽沼—烏尤尼鹽沼。「Uyu」在艾馬拉語表示圍籬、工場、墓地等意思，「ni」則表示所有權人的後綴詞語。兩者合併所代表的意思是「某人的圍籬」。

## 簡介
烏尤尼以貿易站的身份始建於1890年，鎮上有著一條市場長街。烏尤尼座落於海拔3,700（12,100英尺）的廣袤平原之上，東邊有多座高山。
該地的農業並不發達，因為水源稀缺且鹽度極高。今日，因附近有世界上最大的鹽沼—烏尤尼鹽沼，使得鎮上的收入來源主要以觀光為主。烏尤尼每年接待超過60,000名世界各地的旅客。該地也是玻利維亞和智利兩地的商業、運輸往來要道，市區內設有移民局和海關。

## 交通
烏尤尼因其鐵道線路成為玻利維亞邊境的交通樞紐。市區內有四條鐵路線交會，分別來自拉巴斯、卡拉馬（智利）、波托西和比亞松。
公路方面則可通往奧魯羅、拉巴斯、蘇克雷、比亞松和奧亞圭等地。
鄰近也有約亞安地納機場可供搭乘。

## 觀光

### 鐵路列車墓地
烏尤尼其中一個知名觀光景點是舊式鐵路列車的墓地，該處位於市區外3公里處。舊時，烏尤尼作為運輸玻利維亞內地開採礦物前往太平洋港岸的中繼站，有許多鐵道相連接。19世紀末期，列車由英國和玻利維亞鐵路公司所贊助的英國工程師所建造，使得聚積的人口在烏尤尼形成了一個小社區。鐵路在1888年至1892年間建造。此計畫被當時的波利維亞總統阿尼賽托·阿爾塞大力鼓吹，他認為好的運輸系統可帶給國家繁榮前景，但卻時常受到當地美洲原住民的阻撓，因為他們認為這影響了他們的日常生活。後來，鐵路常被開採公司作為運送礦物之用。1940年代，礦產耗竭連帶使得礦業崩解。許多鐵路列車因而被丟棄在當地，任其腐朽。當地人民也有興建成博物館的呼聲，但並無下文。

### 烏尤尼鹽沼
位於玻利維亞西南部的烏尤尼附近，是世界最大的鹽沼，東西長約250公里，南北寬約100公里，面積達10,582平方公里，盛產岩鹽與石膏。

## 相片

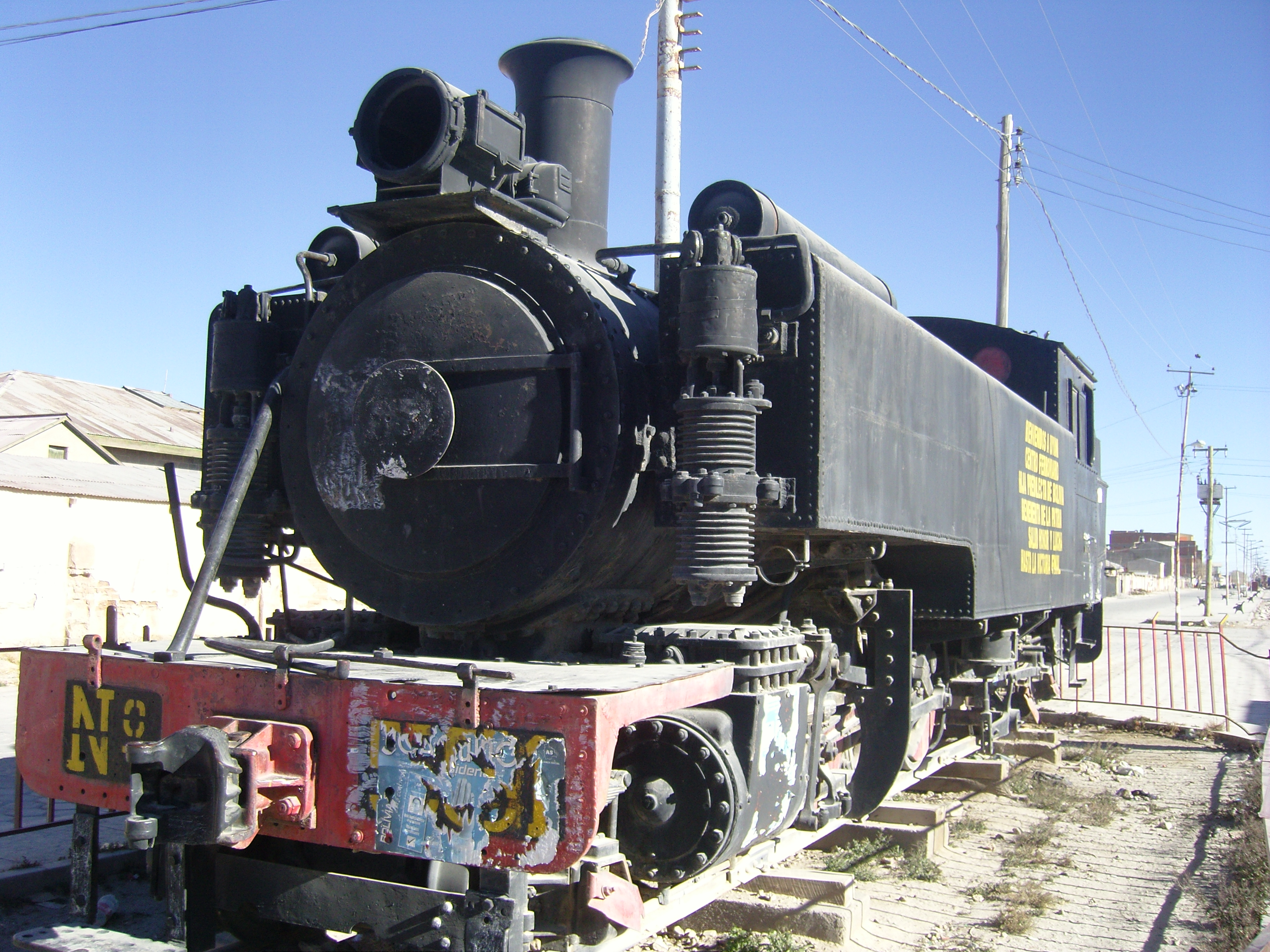
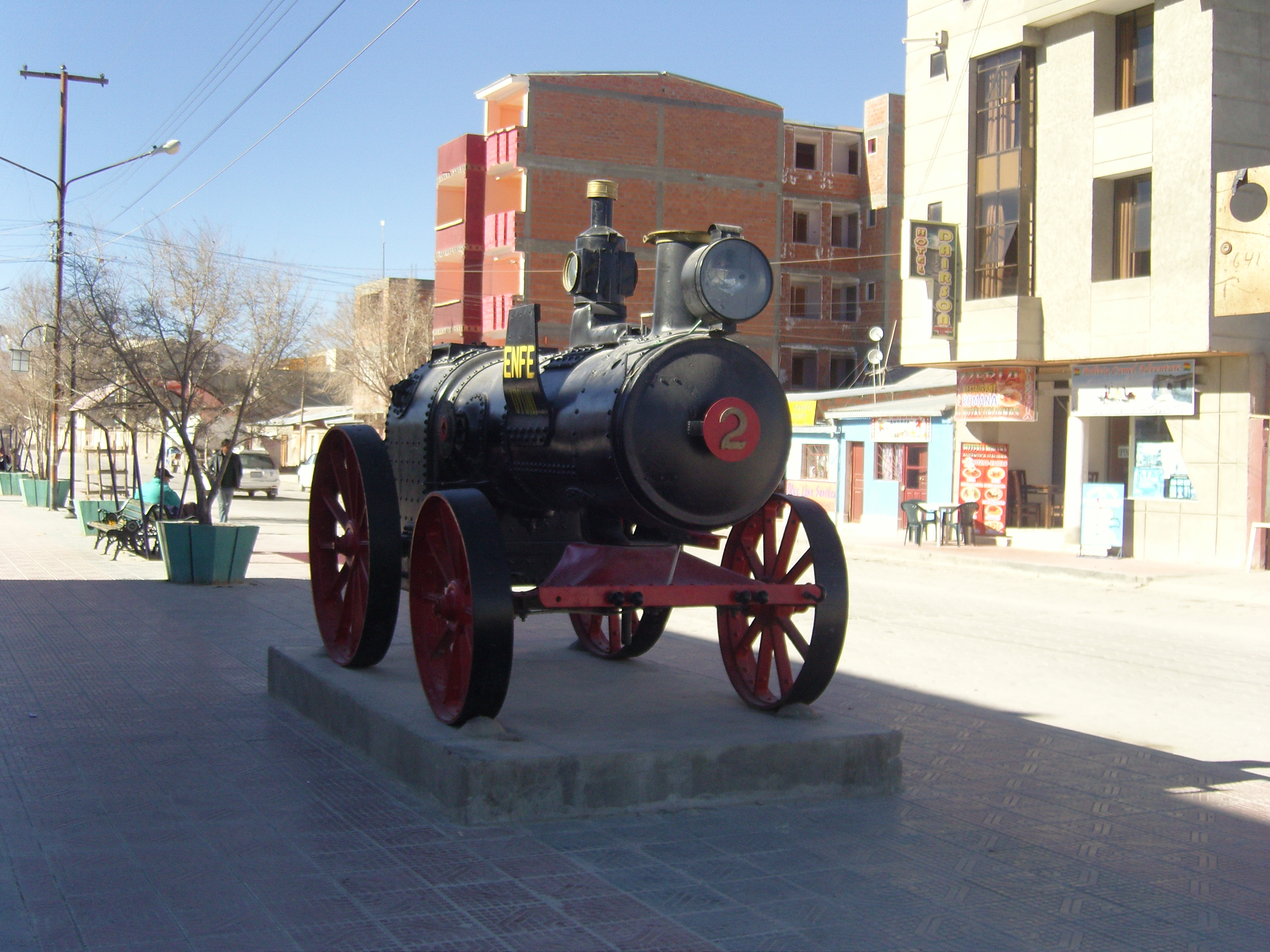
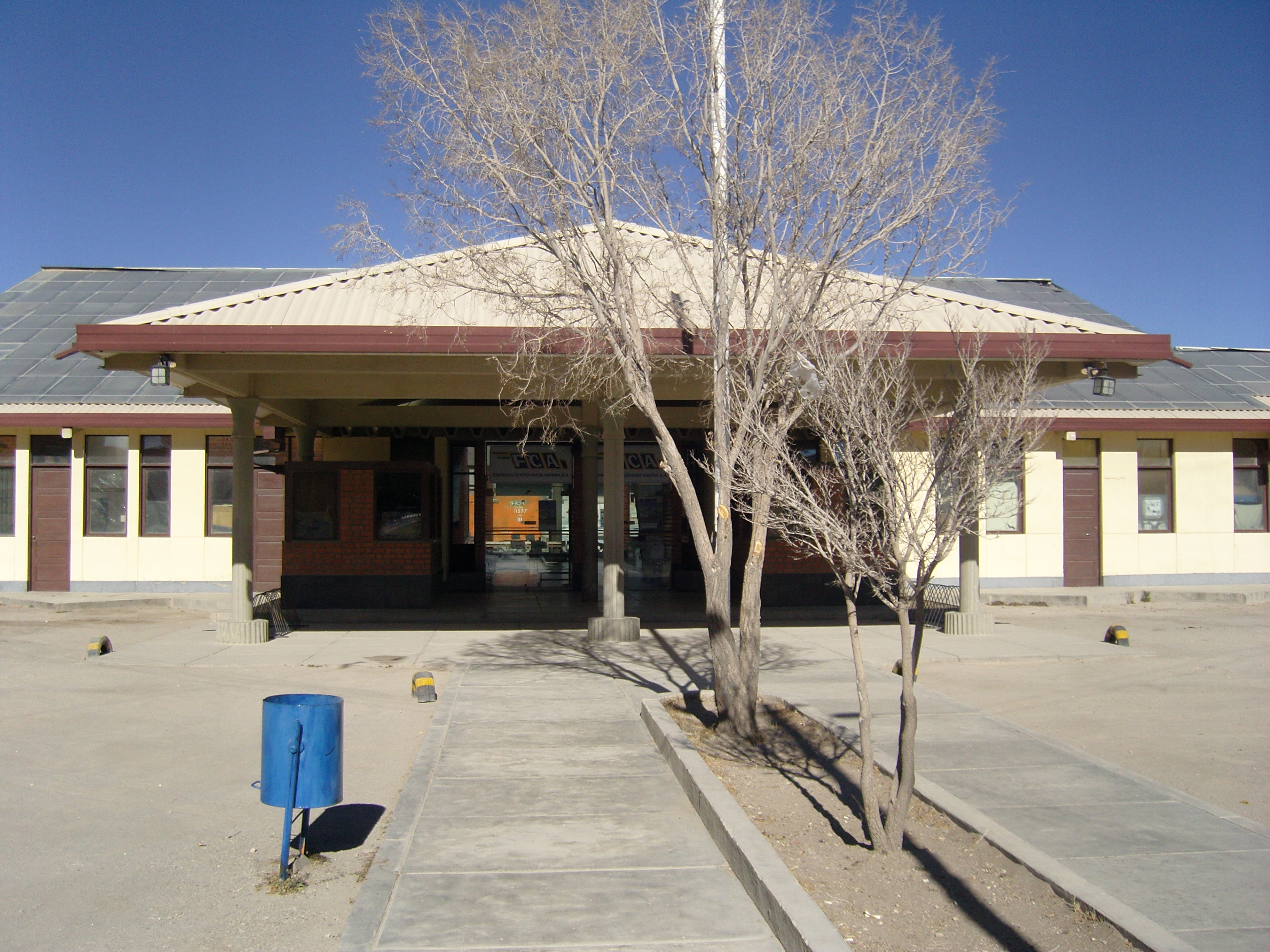
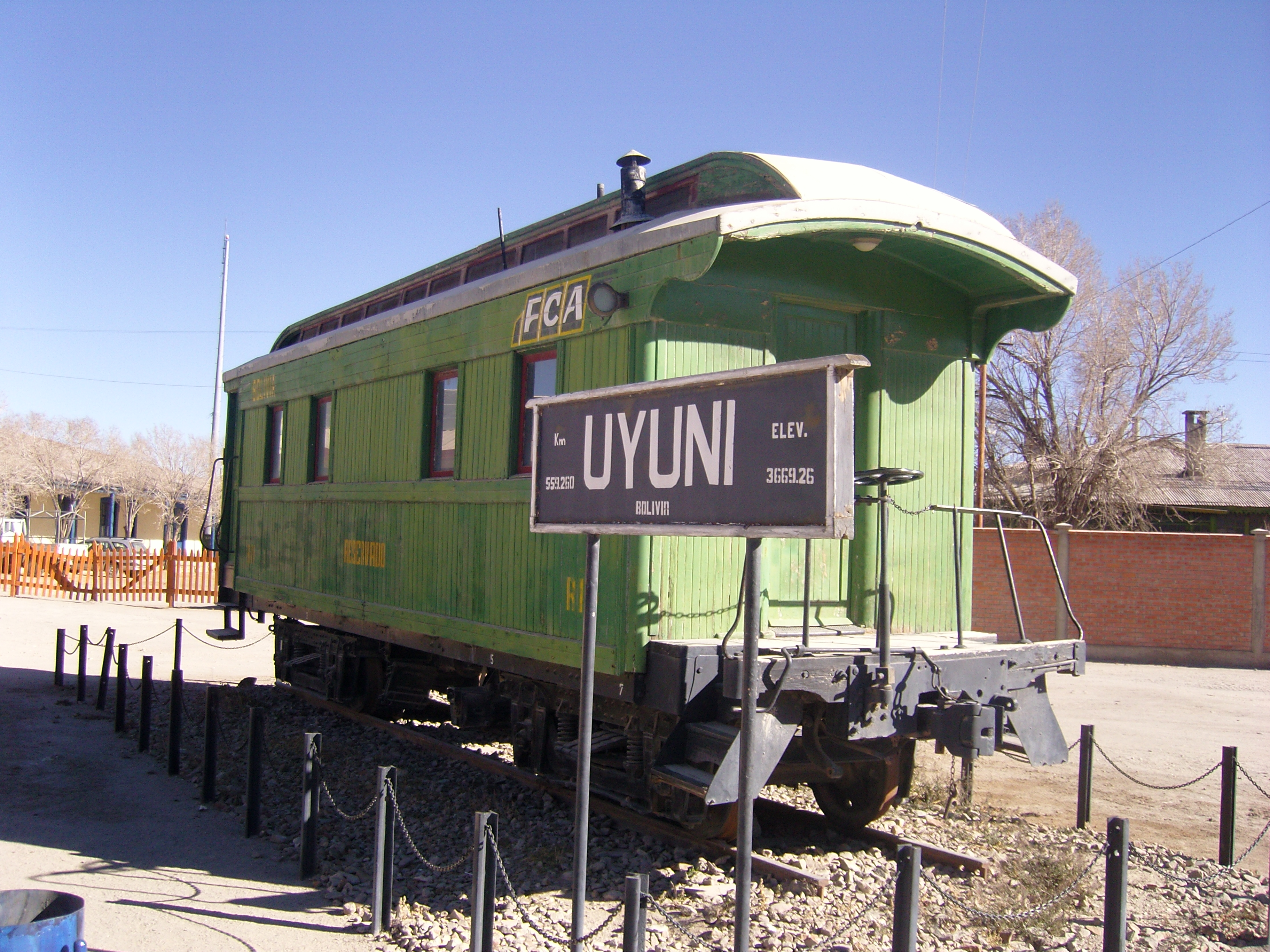

鐵道相關攝影相片。

## 氣候
| 烏尤尼              | 烏尤尼   | 烏尤尼   | 烏尤尼   | 烏尤尼  | 烏尤尼   | 烏尤尼  | 烏尤尼   | 烏尤尼   | 烏尤尼  | 烏尤尼   | 烏尤尼   | 烏尤尼   | 烏尤尼    |
| 月份                | 1月      | 2月      | 3月      | 4月     | 5月      | 6月     | 7月      | 8月      | 9月     | 10月     | 11月     | 12月     | 全年      |
| ------------------- | -------- | -------- | -------- | ------- | -------- | ------- | -------- | -------- | ------- | -------- | -------- | -------- | --------- |
| 历史最高温 °C（°F） | 37 (99)  | 32 (90)  | 30 (86)  | 28 (82) | 23 (73)  | 21 (70) | 20 (68)  | 22 (72)  | 22 (72) | 30 (86)  | 36 (97)  | 33 (91)  | 37 (99)   |
| 平均低温 °C（°F）   | 1 (34)   | 1 (34)   | −1 (30)  | −7 (19) | −13 (9)  | −13 (9) | −11 (12) | −12 (10) | −1 (30) | −8 (18)  | −3 (27)  | −1 (30)  | −6 (21)   |
| 历史最低温 °C（°F） | −6 (21)  | −7 (19)  | −12 (10) | −17 (1) | −22 (−8) | −18 (0) | −20 (−4) | −21 (−6) | −18 (0) | −12 (10) | −12 (10) | −10 (14) | −22 (−8)  |
| 平均降雨量 mm（）   | 70 (2.8) | 40 (1.6) | 10 (0.4) | 0 (0)   | 0 (0)    | 0 (0)   | 0 (0)    | 0 (0)    | 0 (0)   | 0 (0)    | 0 (0)    | 30 (1.2) | 150 (5.9) |
| 平均降雨天数        | 4        | 3        | 1        | 0       | 0        | 0       | 0        | 0        | 0       | 0        | 0        | 2        | 10        |
| 平均相對濕度（％）  | 48       | 52       | 48       | 48      | 38       | 42      | 35       | 34       | 31      | 30       | 35       | 39       | 40        |
| 来源：Weatherbase   |          |          |          |         |          |         |          |          |         |          |          |          |           |

## 外部連結
- 烏尤尼市官網 （页面存档备份，存于）
- 烏尤尼街道照片集 （页面存档备份，存于）
- 烏尤尼天氣 （页面存档备份，存于）
- 烏尤尼旅遊資訊 （页面存档备份，存于）